# Nyakagogo
Nyakagogo är ett vattendrag i Burundi.   Det ligger i provinsen Makamba, i den södra delen av landet, 90 km söder om huvudstaden Bujumbura.
Omgivningarna runt Nyakagogo är en mosaik av jordbruksmark och naturlig växtlighet. Runt Nyakagogo är det tätbefolkat, med 319 invånare per kvadratkilometer.